# Saitis perplexides
Saitis perplexides är en spindelart som först beskrevs av Embrik Strand 1908.  Saitis perplexides ingår i släktet Saitis och familjen hoppspindlar. Inga underarter finns listade i Catalogue of Life.